# 크시슈토프 카슈텔란
크시슈토프 카슈텔란(폴란드어: Krzysztof Kasztelan, 1961년 8월 10일~)은 폴란드의 축구 선수이다. K리그에서 등록명은 카쟈란을 사용하였다.
아들인 아드리안 카슈텔란도 축구 선수로 활동했다.